# 5106 Mortensen
Az 5106 Mortensen (ideiglenes jelöléssel 1987 DJ) a Naprendszer kisbolygóövében található aszteroida. Poul Jensen fedezte fel 1987. február 19-én.